# El precio del cielo
El precio del cielo fue una telenovela mexicana producida por Telesistema Mexicano y la empresa Colgate-Palmolive en 1959, siendo dirigida por Rafael Banquells.
Inicio sus transmisiones el 13 de agosto de 1959 y finalizó el día 12 de octubre de ese mismo año, en el horario de las 6:30 p. m., por el Canal 4 de Telesistema Mexicano.
Contó con una historia original de Fernanda Villeli, quien también la adaptó, y sus protagonistas fueron Miguel Manzano y María Tereza Montoya.

## Elenco
- Miguel Manzano
- María Tereza Montoya
- Luis Beristáin
- Malú Gatica
- Bárbara Gil
- Ismael Larumbe Sr.
- Juan Salcido
- Bertha Moss
- Ada Carrasco